# Dundee (Míchigan)
Dundee es una villa ubicada en el condado de Monroe en el estado estadounidense de Míchigan. En el Censo de 2010 tenía una población de 3957 habitantes y una densidad poblacional de 251,2 personas por km².

## Geografía
Dundee se encuentra ubicada en las coordenadas 41°57′45″N 83°39′58″O / 41.96250, -83.66611. Según la Oficina del Censo de los Estados Unidos, Dundee tiene una superficie total de 15,75 km², de la cual 15,64 km² corresponden a tierra firme y (0,69%) 0,11 km² es agua.

## Demografía
Según el censo de 2010, había 3957 personas residiendo en Dundee. La densidad de población era de 251,2 hab./km². De los 3957 habitantes, Dundee estaba compuesto por el 96,46% blancos, el 0,86% eran afroamericanos, el 0,38% eran amerindios, el 0,53% eran asiáticos, el 0% eran isleños del Pacífico, el 0,53% eran de otras razas y el 1,24% pertenecían a dos o más razas. Del total de la población el 2,6% eran hispanos o latinos de cualquier raza.

## Ciudades hermanas
- Tsubame, Niigata, Japón (24 de mayo de 1994).